# جزر كونشيتي
جزر كونشيتي (الاسم العلمي:Daucus conchitae) هو نوع من النباتات يتبع جنس الجزر من الفصيلة الخيمية.